# Сидорчук Петро
Петро Сидорчук (1884 — 1911)  —  учасник революційного руху в Російській імперії на початку XX століття, член Партії соціалістів-революціонерів, але до Бойової організації прийнятий офіційно так і не був.

## Біографія

### Ранні роки
Петро Сидорчук народився у Житомирі 1884 р. у бідній родині. У 1900 р. закінчив двокласне Житомирське гірниче училище. Служив секретарем у Житомирському окружному суді. У цей період приєднався до революційного руху та у 1904 р. вступив до лав партії есерів. Батько не зрозумів його фанатичного кохання до справедливості, вони посварились. Петро пішов з дому і більше не повертався. Мати він любив і бачився з нею крадькома. Коли Петра засудили до страти, мати благала його зустрітися з батьком на побаченні; Петро відповів відмовою. Батько сам надіслав йому прохання прийняти його, щоб попрощатися з ним перед стратою. Петро знову відповів "ні". Ми бачимо тут характерну рису революціонерів: у фантастичних мріях про всесвітнє щастя всіх людей, вони зовсім забувають про конкретних, близьких і люблячих людей. Можливо, у них відсутній або зіпсований якийсь ген, який є у всього тваринного світу і відповідає за любов до своєї сім'ї. Кілька років Петру довелося їздити до різних міст, щоб доучитися. У Житомирі його дуже добре знали. Скрізь закінчувалося диким скандалом, побиттям якогось «негідника» та вигнанням Петра. На цьому його навчальна кар'єра закінчилась, і ніде його не брали: служив у різних установах, але всюди його виганяли з ганьбою.

### Житомирський погром і вбивство Куярова
У січні 1905 р. під час житомирських вуличних демонстрацій пристав Куяров бив демонстрантів, робітників та учнів. За це Волинський комітет партії есерів засудив Куярова на смерть, і Сидорчук напросився на виконання цього акту.  Випадок представився йому під час єврейських погромів у Житомирі 25 квітня 1905 р., які організував Куяров. Петро підстерігав його на вулиці, вбив одним пострілом із браунінгу і втік, але Сидорчука зупинив натовп євреїв, які вирішили, що біжить погромник. Згодом євреї просили у нього вибачення за це непорозуміння, оскільки Петро був першим українцем (русскім) у Житомирі, який виступив проти погромників. Під час арешту Сидорчука побили і вибили одне око батогом (на каторжних фото видне це пошкодження). Судили його військовим судом 16 липня 1905 р. і засудили до повішення, яку замінили на каторгу. У газетах, між тим, промайнуло повідомлення, що його страчено. Мати кинулася до в'язниці, де до неї викликали сина. Той пройшов і не зупинився, не впізнавши матір: за короткий час вона з гарної молодої жінки стала сивою та старенькою.
|  | В цьому донесенні волинського губернатора, особливо в тій його частині, котра торкається погрома в Житомирі, кожний рядок нахабно бреше. Губернатор підкреслює, як на одну з причин погрому, чутку про стрілянину на сходці в лісі 13-го квітня в портрет царя. А тим часом у першому свому донесенню про цю сходку та всі обставинрі губернатор Каталей ні одним словом не згадує про стрілянину в портрет. До-речи, це підкреслює зі здивованням і генерал-губернатор Клейгельс....Далі пристава Куярова вбив не єврей, а християнин Сидорчук, і вбив за звіряче його поводження з якимись то заарештованими. (Хто були ці заарештовані, зі справи не видко). Виходить, що вбивство це ні в якім разі ке могло бути причиною продовження погрому. Безглуздою гіперболою є також повідомлення губернатора про те, що членів єврейської самооборони зібралося шість тисяч людей. Неправдиво також описано випадок з убивством студента Блінова. Такою самою брехнею є й повідомлення „Правительственного Вестника“ про те, що під час погрому вбито було декілька християн: дійсно два християнина загинуло під час житомирського „побоища“ — пристав Куяров і студент Блінов, але першого забив християнин Сидорчук, а другий став жертвою провокаційного вибрику житомирського поліцмейстера. |

Петра Сидорчука відвезли до Москви, до Бутирки, помістили до Пугачовської вежі, де в цей же час сидів Куликовський. Разом із Куликовським він і потрапив до Акатуя…

### Акатуйська каторжна в'язниця
В Акатуї Сидорчук із жаром намагався перевиховати улюблених ним матросів, які, на його думку, ображали ідеї революції повальним картьожем, пияцтвом, поножовщиною та паскудством. І багато, навіть добрі щирі хлопці, приховували образу на нього і навіть ненависть за моралізаторство. Коли приїхали в Акатуй, вийшли "шліссельбуржці", Петро перейшов жити в камеру до Єгора Сазонова, який полюбив Петра за доброту, щирість і відданість революційним ідеалам. В Акатуї Петро відчув своє перше кохання, і за його романом з Марією Школьник з радістю та жалем спостерігала вся каторга.
|  | У зв'язку з внутрішнім життям каторжного гуртожитку найбільше виділяється у пам'яті постать Петра Сидорчука. Але він також невіддільний у нашій пам'яті і від Єгора Сергійовича Созонова, з яким він був пов'язаний найміцнішими узами кохання-дружби... Ми побачили його 23-річним юнаком. Мені самій був тоді лише 21-й рік, але обом нам з Олександрою Ізмаїловичом він здавався хлопчиком, і весь час ми були йому старшими сестрами, яких він поважав, любив і яким блискуче підкорявся. Таким же улюбленим молодшим братом був він у Єгора та майже сином у Григорія Андрійовича Гершуні. Ми безперестанку ловили себе на таємному милуванні ним, яке зверху прикривалося докором чи любовними глумами. То був вихор, вічна буря, а не людина. Він ні в чому не мав половини, ні в чому міри. Якщо любив, то кохання його піднімалося до неба. Якщо ненавидів, ненависть його була страшна. Чистота стосунків, безегоїстичність дружби, пристрасне самовіддання та самозатвердження — і все це повно простоти, несвідомості, повно турботи та догляду за коханими, і все це бурхливо, швидко в обстановці цілковитої правдивості та щирості. Він не думав і не пам'ятав про себе ніколи, ні в чому. Він завжди думав, жив і горів, трепетно горів ідеєю та тими друзями, хто, на його думку, добре її уявляв, майже символізував. Він ненавидів зло, бруд, нечесність думки і дії і обрушувався на них так люто, що було страшно на нього дивитися. Ненависть його була такою яскравою і напруженою, що не могла стримуватися жодними умовностями. Він не міг перебувати, напр., в одній кімнаті з «негідником», шваркав стільцем, грюкав дверима і йшов зі лютим виглядом. Допустити за своєї присутності відбутися або позначитися будь-якої гидоти, несправедливості він не міг ніколи; і вступав у ратоборство з ким і будь-коли з приводу будь-якого посягання на чиюсь особу чи право. Ми не пам'ятали дня, щоб не було якоїсь «історії», де винуватцем не був би неодмінно Петро. Він болісно здригався, побачивши неправду всякого роду, міщанства і вульгарності і йшов проти них у будь-яку хвилину напролом… З дитинства він був непримиренний зі злом, непохитний у своєму виявленні і напрочуд сильний у витримуванні всіх наслідків свого фанатизму. Він, як скрипкова струнка, відгукувався на будь-яке коливання повітря, на будь-яку образу і несправедливість, і у всьому його короткому житті червоною ниткою проходить ця оригінальна і найрізноманітніша його робота — безпосереднє утвердження кожної деталі справедливості і правди. Одинадцятирічною дитиною він кинувся бити і кусати батька, який у нетверезому вигляді образив матір. Другого дня він відмовився підійти до батька і залишався з ним непримиренним усі роки. Батько, забитий злиднями людина, нескінченно ображався гордою неприступністю сина, робив підходи, намагався зламати суворістю. Петро відокремлювався ще більше. Коли Петро втягнули у революційну роботу, батько вимагав відмовитися від неї. Відбулася бурхлива суперечка, батько підняв на сина руку. Петро кинувся до подушки, схопив звідти браунінг і повернувся з ним. Помертвілий від образи батько впав на стілець, закрив обличчя руками...Петро кинув додолу револьвер і вийшов. Більше він не повертався додому... Мати він любив, вона його любила так само сильно, і він бачився з нею крадькома. Коли після свого акта Петро був засуджений до страти, мати благала його прийняти на побачення до себе батька. Петро відмовляв. Батько сам надіслав йому прохання прийняти його, щоб попрощатися з ним перед стратою. Петро знову відповів: «ні»… — Як міг ти?! — накинулися ми з Ізмаїлович на нього… …Іде він вулицею разом із матір'ю. Мати була дуже молода і виглядала швидше його сестрою. Зустрічена ними група гімназистів відпускає люб'язність щодо неї. Петро повертається: раз, раз, — все кидаються від ляпасів, крик, шум, звалище <бійка…>, городові складають протокол… Городові урочисто під руки ведуть Петра, настільки лютого-злого, що навіть поліцейські не мають сміливості бити його. Складається протокол, виклик до мирового судді тощо. Таких історій нескінченно… І разом з тим стільки делікатності, сором'язливої доброти і турботи про людей, стільки щохвилини незрозумілого таємного добра. Багато в чому, особливо в несамовитій жадобі благообразия, він нагадує героя Достоєвського «Підліток», тільки абсолютно без підпілля того підлітка, без карамазівщини та чогось павучого. Про його ставлення до кохання, до одруження не можна було слухати без сміху. Він не допускав до коханої жінки «таких» стосунків: «негідник той, хто сміє собі дозволяти це». Коли вибухнув у його рідному місті Житомирі страшний єврейський погром (навесні 1905 року), Сидорчук вимагав від місцевої організації пустити його на терор. Не обійшлося без суперечок, і він сильно перемучився через них, бо щогодини додавалися сотні нових жертв погрому. Організація вагалася, оскільки Петро був у них найкращим і потрібним працівником. Нарешті він випросив дозвіл. Він чатував дуже скоро на вулиці пристава Куярова, головного організатора-керівника 4-денного погрому, вбив його з браунінгу одним пострілом і побіг. Час був тривожний, погром щойно почав стихати, але ще там і там спалахував заново. За Петром побіг цілий натовп. Сталося трагічне непорозуміння. Євреї, що натовпилися, уявили, що біжить погромник, когось зараз убив. І вони з відчайдушним шумом та гамом перегороджували йому дорогу. Він, піднявши револьвер, стріляв у повітря, прокладаючи собі шлях серед публіки, що моментально розбіглася, і біг, не пам'ятаючи ніг. Позаду схопив його один із шпигунів, що супроводжував Куярова. Сидорчук пострілом звалив його. Поліцейські, що збіглися на шум, схопили його спереду. Знову біг, наводячи паніку вже порожнім револьвером, аж поки на нього накинулися цілою чередою, не обеззброїли і не відтягли в дільницю. Там до нього в камеру незабаром увійшов товстий величезний з великими рудими вусами поліцейський із батогом в руках. Примружуючи одне око і прицілюючись, він розмахнувся спритним хльостом. Петро, як тигреня, стрибнув у куток, де раніше бачив якусь забуту палицю, і кинувся на поліцейського. У мить він був оточений у своєму кутку чотирма здоровими жандармами. Але він один так люто і так довго боровся з ними, що вони впоралися з ним, коли вже самі були поранені. Всім 4-м довелося потім вдаватися до хірургічної допомоги: одному відняли руку, іншому вийняли око і т. д. Жоден не здогадався пустити в хід револьвер, хотіли впоратися з цим на вигляд хлопчиком урукопашну. Але цей хлопчик був гнучким і сильним, як сталева пружина. Його знесила втрата крові з вибитого ока, і він втратив свідомість, падаючи прямо їм на руки. Тут уже з ним награлися досхочу. Коли його принесли в тюремний лазарет, він являв собою якийсь пакунок із крові, лахміття, м'яса та кісток. Очі виходили з орбіт; одне потім вдалося вилікувати, інший довелося вийняти. Обидві руки і ноги, були вивернуті «на виворіт», так що п'яти припадали наперед, пальці ніг назад і т.д. Весь був поколотий багнетом, порепаний і посічений батогом, вся голова була в пораненнях...У лазареті Сидорчук потрапив до лікаря-єврея, який лікував його з величезною увагою; заклав руки та ноги в лубки, оперував око, залікував усі рани та підняв сили у дуже короткий термін. Петро Сидорчук був першим українцем ("русскім"), який виступив із терором на погромників, і єврейство всього міста було у страшному хвилюванні. Населення тих вулиць, де він утік і де його вони своїми руками ловили, було в розпачі, надсилало прохання просити вибачення і збирало гроші на організацію його втечі. Здоров'я приливало до Петра швидко. Назрівала втеча. Стурбований надзвичайним співчуттям до Петра всього міста, уряд поквапився з судом, і у в'язницю за ним з'явився конвой. Але за час хвороби та одужання Петро встиг перезнайомитися з усіма ув'язненими кримінальними. Вони не тільки полюбили його, але запалали обожнюванням, мало не молилися. Його геройська битва з чотирма їхніми ворогами-поліцаями підкорила їхні серця. Вони різко заперечили відвезення його до суду. Петро пояснював, доводив — усе було марно. Наглядачі були виштовхнуті, двері забарикадовані. Адміністрацією були введені війська в коридори, і почалася злодійська та підла стрілянина в казематах, як у мишоловку людей. Арештанти падали в крові вбиті та поранені. Інші не здавалися. Петро кидався від одного ворога до іншого, благав, майже з риданнями, рвався до дверей.. Стрілянина, опір та обструкція тривала кілька годин, поки, нарешті, конвою не вдалося вирвати Сидорчука. На суді Петро не визнав за «найманими продажними суддями» та ін. права судити його, відмовився з ними розмовляти і говорив у такому різкому, образливому тоні, що його вивели. Він чинив опір, його тягли силою, затискали рота, але він встиг сказати все, що належало. Усі повскакали з місць, бліді, вражені. Петро кричав свої викриття, вириваючи свої шалені вуста з жандармських долонь, що їх затискали. Він був засуджений до страти. Його одразу ж відвезли до іншого міста — до Острога, до фортеці, де він чекав смерті три місяці. Страта затрималася через добування ката, який був у наявності, а потім почалося осіннє передреволюційне суспільне пожвавлення, і, мабуть, цим треба пояснити заміну смертного вироку каторгою. У газетах, між тим, уже промайнуло повідомлення, що його страчено. Мати кинулася в містечко Острог, не вірячи своєму горю. Приїхавши до в'язниці, застала в конторі з якоїсь нагоди прокурора та владу. Відразу ж витлумачила собі їхнє збіговисько щойно виконаною стратою над сином. Машинально віддала свої папери; слова не корилися їй. Начальник, здивований, поспішив покликати до неї сина. Той втік і зупинився вкопаним. — Мамо, чому в тебе волосся біле і що з тобою? У ці короткі хвилини очікування остаточної звістки мати з гарної молодої жінки стала сивою старенькою. Після скасування страти Петро з фортеці міста Острога привезли до Москви, в Бутирки. У Бутирках у цей час не визнавали поділу каторжан на політичних та кримінальних, і Петро голений, закутий і переодягнений, був поміщений у спільній камері з кримінальними каторжанами. Він природжений масовик, його гаряче в коханні та ненависті серце позначається з першої хвилини знайомства. Кримінальні невдовзі його покохали, слухалися його, організували самозахист від свавілля дрібного нагляду і незабаром у всьому каторжному коридорі настала якась нова смуга — здіймалися кайдани, зав'язалися зв'язки з іншими камерами, припинився мордобою без відсічі. Петро серед засуджених на каторгу знайшов багато матросів-політичних каторжан. Він розпочав лекції. Всю ніч він, сам невеликий знавець наук, готувався, а вдень читав у куточку то одній, то іншій купці товаришів лекції з політичної економії та історії. Лекції вдавалося зберігати у секреті, але новий дух не можна було сховати. Наглядачі були злі, намагалися подолати своїм судом «каторжну тварюку», потім донесли начальству. — Де тут одноокий диявол (у Петра було вибито око під час арешту), який каламутить мені всю в'язницю? Подати його сюди! ...Раптом почалися якісь дивні звуки в місті, наче стрілянина, шум; у самій в'язниці рух, тривога. Не можна було вгадати. До вежі нарешті застукало багато чобіт. Весь напружився, серце виривалося з грудей — за мною? Двері відкрилися. Мовчки зняли з нього кайдани, мовчки відвели назад у камеру. Там він дізнався, що розпочалися дні «свободи» - 17 жовтня, маніфест, демонстрації на вулицях; підхід до в'язниць та ін. і ін. І він, і Куликовський, який сидів у цей час теж у Пугачовській вежі, називали потім чудесним визволенням... Незабаром після цього Петра привезли в Нерчинську каторгу. Дорогою на етапах, у в'язницях, під час зупинок він був на своїй посаді. Неможливо переказати незліченну кількість його виступів та пригод завжди певного напряму. Товариші любили його. Влада ненавиділа до корчів, він відповідав їм тим самим. По перекладі Петра з Олександрівського заводу в Акатуй почалося йому зовсім інше життя. Він і Куликовський були там, здається, єдиними професійними революціонерами, революціонерами за покликанням, які прагнуть критичну думку поєднувати з моральними переконаннями і, головне, з дієвим проведенням їхнього особистого та суспільного життя. Тих, хто називається представниками «маси», Петро любив захопленим коханням. Та він і сам був той самий представник маси, тільки з гарною гіпертрофією морального початку... За ці місяці повного очищення атмосфери Петро пережив усі стадії свого першого та останнього роману у житті. Він був то коханий, то відштовхнутий і в муках, то знову обраний і знову відкинутий. Дорогий неоцінений маленький лицар… Сумно було дивитися на Петра. Він не вмів і не міг виправдовуватись. Він ніколи не думав про себе, а лише про ідею, що її ображають негідними носіями. Навіть не блідий, а зелений, з тремтячою нижньою щелепою, він прийшов до нас, хотів щось розповісти, але не міг і замовк, з пекучим горем дивлячись на нас із Ізмайлович. Він відійшов від маси тоді зовсім, перейшов жити до бібліотеки Єгора Сазонова, але тужив і бігав у загальні камери.Нічого так не зламало його, як усі ці історії. Кров'ю серця, соком нервів своїх реагував він на найменші події цього роду і так у всі роки своєї каторги. У Зерентуї у грудні 1907 р., так само як Єгора, Прош'яна та Фараш'янца, я бачила і Петрика. Це був повний скелет і суцільний оголений нерв. Страшно було торкнутися його душі. Там не було живого місця. Каторга з масовим елементом, та й взагалі, каторга — важке випробування для ідеалізму і для любові та віри в людину. Петро більше не робив спроб поселення у спільних камерах, але хвилювався кожним підкопом найбільше, а дві невдалі спроби втечі Григорія Андрійовича, які залишилися невідомими адміністрації, вплинули на нього так жахливо, що ми вирішили приховувати від нього такі спроби. Маніфест 17 жовтня сильно скоротив термін каторги Сидорчука. Восени 1910 р. він уже вийшов на поселення, звідки одразу ж утік за кордон. Він мав певні плани звільнення нас із Мальцевської в'язниці та товаришів із Зерентуя, і, якби безглузда випадковість не забрала його, можливо, за його величезної енергії, твердої волі та великих організаторських здібностей, хоча б частина його планів отримала своє здійснення. Але в перший же день після приїзду на морський берег Італії він потонув у негоду під час купання. Як не дивно, ні я, ні Ізмаїлович не були вражені його загибеллю. Коли ми з нею оплакували Єгора, який загинув наприкінці 1910 р., ми невіддільно від нього горювали про Петрика, що ніби вже загинув. Він не був ліаною, не був слабкою людиною, яка живе в тіні іншого, вона сама по собі була завжди великою, яскравою і сильною індивідуальністю. Проте ми не думали собі, як Петро міг би перенести смерть Єгора без того, щоб самому так чи інакше не піти за ним. Нехай це була випадковість, інша випадковість наздогнала б його. Ланцюг життя, що виручає з усіх випадковостей, був у ньому безсумнівно вбитий. |

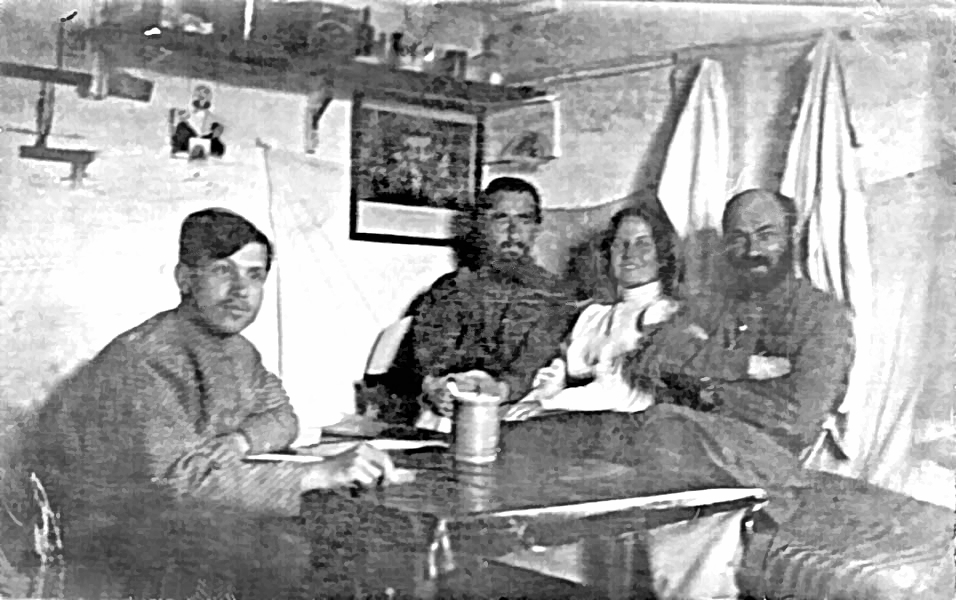
Петро Сидорчук, Анастасія Біценко, Григорій Гершуні. Акатуйська каторга
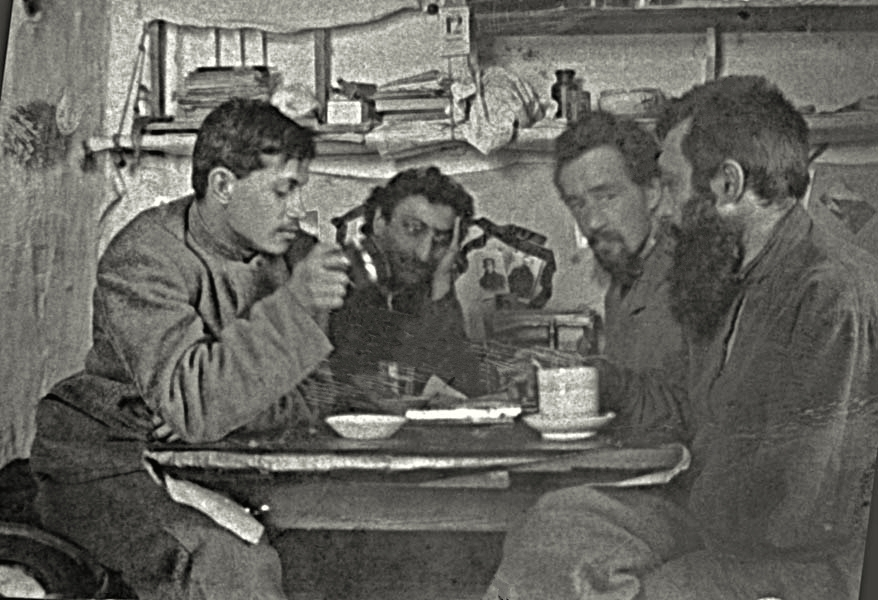
Петро Сидорчук, Прош Прошьян, Єгор Сазонов, Петро Карпович. Акатуйська каторга
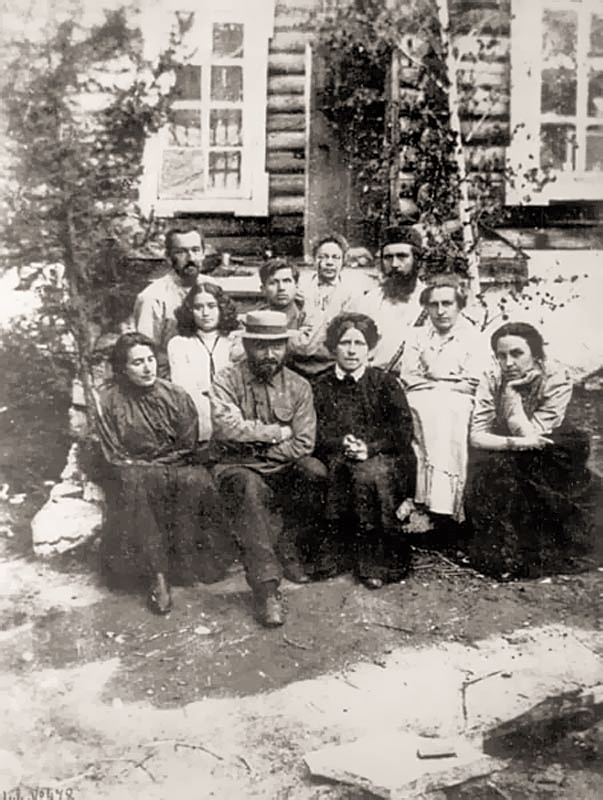
Перший ряд: Марія Школьнік, Г. Гершуні, Марія Спиридонова, Олександра Ізмайлович, Анастасія Біценко; другий ряд: Єгор Созонов, Ревека Фіалка, Петро Сидорчук, Лідія Єзерська, Петро Карпович. Акатуй

### Подальша доля
У березні 1911 р. на паризькій квартирі есера-терориста Бориса Бартольда зустрілися товариші по Акатую, які втекли з заслання: Омелян Ганенко та Петро Сидорчук.
Борис Савінков якраз тим часом намагався відродити Бойову Організацію, зруйновану викриттям провокатора Євно Азефа. Допомагав Савінкову акатуєць Петро Карпович, який раніше втік з поселення. Він навіть їздив до Росії у пошуках гідних кандидатів, але безрезультатно. І тут сама доля підкинула Савінкову двох перевірених та загартованих бійців: Петра Сидорчука та його друга Омеляна Ганенка. Декілька днів вони жили у Бартольда, вникаючи у стан справ партії есерів та міжнародну обстановку. В цей час господар робив їм нові та майже справжні паспорти: Сидорчуку на ім'я "Андрія Вадімова", а Ганенку – на ім'я Михайла Рогальського. З цими паспортами вони вирушили поїздом до Італії, в Каві-ді-Лавані на Лігурійському узбережжі, де була невелика російська колонія і жив Борис Савінков, його дружина, наречена Єгора Сазонова – Марія Олексіївна Прокоф'єва, а також інші бойовики, зокрема Петро Карпович, та Наталія Клімова.
...У цьому поїзді їхав і подвійний агент російської охоронки Бротман Є. Гершович, відомий серед соціалістів-революціонерів як Егер (зверніть увагу до «дитячу» конспіративність: «Егер» = Yeger = «Е.Гер»шович). Революційна прізвисько за кордоном «товариш Сашко», прізвиська в охоронці: «Пермяк», «Хитрий», «Ніель». Його співмешканка, Мотрона Єропкіна, також була подвійним агентом і давала інформацію щодо есерів та есдеків. Егер давно придивлявся до відвідувачів Бартольда і отримав відрядження (від охоронки) до Італії, для супроводу Сидорчука. 22 квітня вони перетнули Французько-італійський кордон. У містечку Вентимілья «Перм'як» видав Сидорчука італійській поліції, і того заарештували за незаконне носіння зброї. Є. Ганенко поїхав далі, і, як він сам писав згодом, «надійшов у повне розпорядження бойової організації. «Пермяк» також передавав в охоронку фотографії російських емігрантів, тому агенти чудово знали, що Андрій Вадимов = Петро Сидорчук, Михайло Рогальський = Омелян Ганенко, Валентина Корсунська = Наталія Клімова... Через ці фотографії охоронка в листуванні часто називала «Пермяка» фотографом. І ось у такій ситуації, не встигнувши навіть відчути смаку свободи, Петро Сидорчук потрапляє до італійської в'язниці. Доля Сидорчука хвилювала багатьох його друзів, 3 травня газета Французької Комуністичної партії «L'Humanité» навіть опублікувала замітку про цю подію:
|  | Текст нотатки: «Арешт Вадімова. Кілька днів тому італійська поліція заарештувала нашого друга та товариша Андрія Вадимова у Вінтимільї — неподалік французького кордону. Відразу ж пішли чутки, що саме на вимогу російського уряду з метою екстрадиції було здійснено цей арешт. Також мала бути нова справа Гоца. Ми негайно телеграфували громадянинові Андреа Біссолаті, члену Бюро Інтернаціоналу, просячи енергійно втрутитися на користь нашого друга; Андрій Вадимов, один із найвідоміших бойовиків, лише три місяці тому втік із сибірської колонії і знаходився в Італії для відновлення свого здоров'я, похитненого страшними випробуваннями. Ми щойно отримали відповідь громадянина Біссолаті. Вадимов був заарештований за анонімним наклепом за те, що у нього був револьвер. Його судили і засудили до 25 діб ув'язнення за носіння забороненої зброї. Громадянина Вадимова, зважаючи на достовірну інформацію, отриману щодо нього від громадянина Біссолаті, буде звільнено — після закінчення терміну його покарання — і не буде вислано. Будь-який запит про екстрадицію буде рішуче відхилено, оскільки Італія наполягає на тому, щоб залишатися вільною країною. Є. РУБАНОВИЧ». |

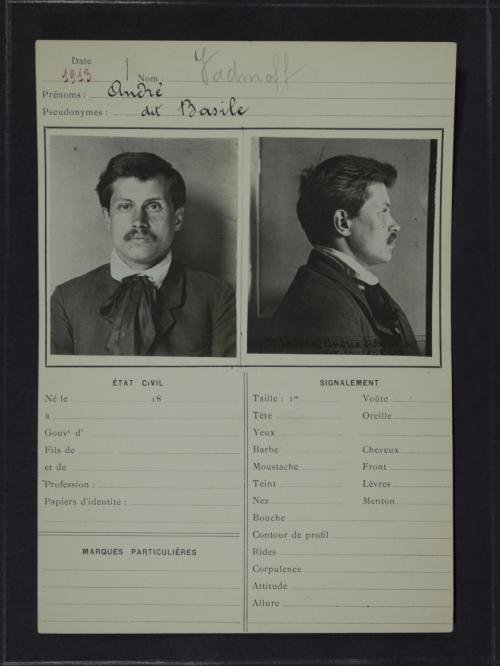
"Vadinoff Andre" (Петро Сидорчук), арештований в Італії. Фото з картотеки Департаменту поліції.
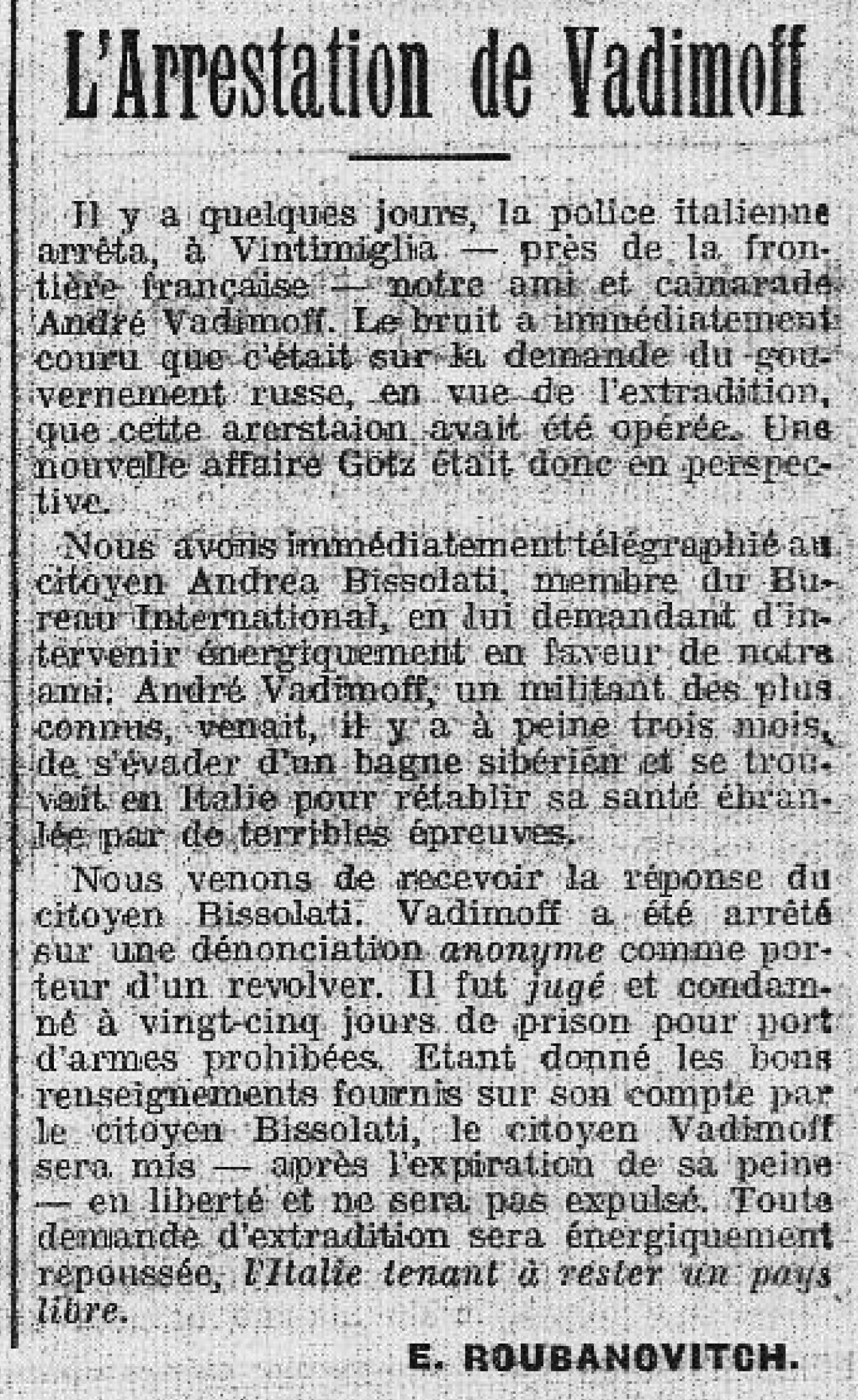
Нотатка в газеті «L'Humanité».
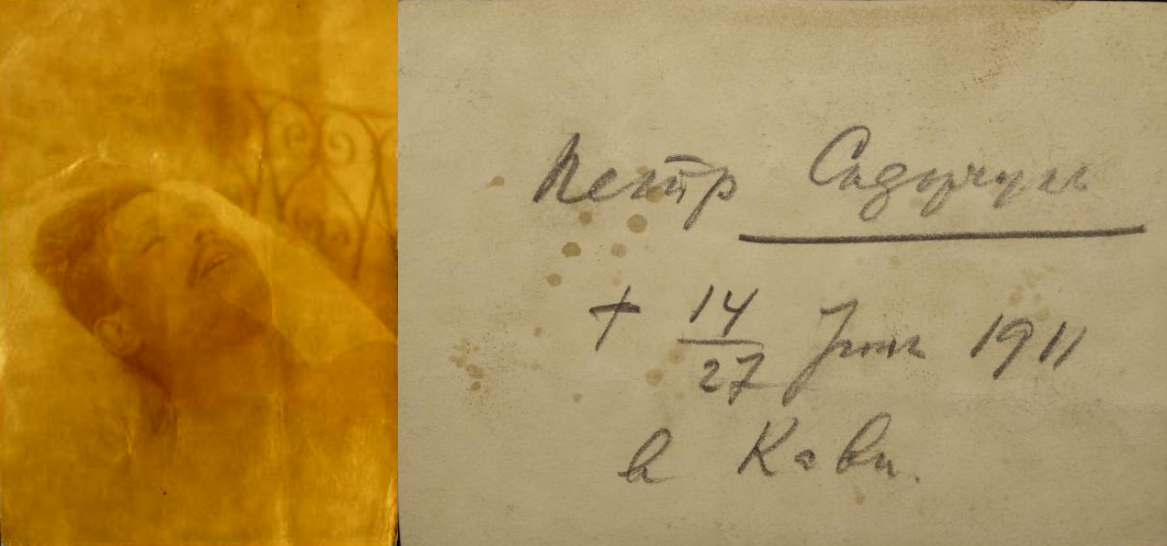
Петро Сидорчук на смертному одрі

17 травня 1911 р. Сидорчук вийшов на волю і дістався Кави. Але ситуація у Бойовій організації на той час сильно ускладнилася. ЦК партії есерів створило «Судово-слідчу комісію у справі Азефа», й у квітні 1911 р. «Укладання» цієї комісії було опубліковано, вирок просто приголомшив бойовиків. У травні – червні 1911 р. Савінков пише листи до Фундамінського та Сидорчука, де доводить, що «вищий партійний суд ошельмував не лише осіб, а й цілу партійну установу...». Савінков не врахував психічного стану Сидорчука, його нервово-емоційного характеру. 
Настала трагічна розв'язка: 14 липня генуезька газета "Il Caffaro" помістила нотаток про загибель Петра Сидорчука, який пішов купатися в море під час шторму. Передбачалося, що це нещасний випадок. Але можливо, що все не так просто: серед есерів самогубства були досить поширені. Після викриття Азефа прокотилася хвиля самогубств бойовиків. Смерть Сидорчука поставила крапку в історії Бойової організації. На похороні в Каві були присутні багато відомих політиків, у тому числі Віктор Чернов і Савінков.